# 乃原深雪
乃原 深雪（のはら みゆき、1979年10月26日 - ）は、日本の元AV女優。
出身地:北海道。血液型:AB型。身長:163cm。スリーサイズ:B85(C-70)・W58・H85。

## 略歴・人物
公開オーディションで選ばれ、2000年3月に『Neue Madonna』でAVデビュー。しかし、4本の作品出演して引退。
2002年に復帰し数本の作品に出演した。

## 出演作品

### アダルトビデオ
- Neue Madonna （2000年3月28日、宇宙企画） ※デビュー作
- ポルノな衝動 （2000年4月25日、宇宙企画）
- Natural Feeling 感じていたい （2000年5月25日、アトラス）
- Eternal 果てしなき欲望 （2000年6月20日、アトラス）
- 太賀麻郎の愛の嵐 じゅくじゅくオマンコ、いじってアハンの巻 （2002年7月1日、MOODYZ）
- 家庭教師の誘惑 もう先生ガマンできないのッ ここ開いてナメてみて… （2002年7月21日、アテナ映像）…オムニバス作品 他出演:日高つばさ、山下みずき、奥菜つばさ
- fuckin' alright easy going 魅せられてBABY BLUE （2002年8月15日、MOODYZ）
- パピヨン 1 （ ? 、TOP SECRET）

### オリジナルビデオ
- 投稿性図鑑 3 （2000年10月21日、ミュージアム）…共演:吉川咲雪、日向さつき